# ガブリエル・スローター
ガブリエル・スローター（英語: Gabriel Slaughter、1767年12月12日 - 1830年9月19日）は、アメリカ合衆国の政治家。第7代ケンタッキー州知事を務めたが、ケンタッキー州としては初めて現職知事が亡くなった後を引き継いだ者となった。スローターの一族は、ガブリエルがまだ大変若い時にバージニア州からケンタッキー州に移ってきていた。ケンタッキー州民兵隊に参加し、政治に関わるようになってからも軍務を続けた。米英戦争のニューオーリンズの戦いにおける功績を州議会が認知して表彰を受けた。
スローターは州議会議員を10年間務めた後、チャールズ・スコット知事の下で第4代副知事となった。その任期末に米英戦争が始まり、スローターは州知事選挙に出馬したが、対抗馬は初代の知事であり著名軍事指導者でもあったアイザック・シェルビーだった。選挙ではシェルビーが完勝した。その4年後、このときはジョージ・マディソン知事の下で再度副知事に選出された。
マディソンが就任から間もなく死亡し、スローターは知事代行になった。知事に就任しようとしたが、シェルビーの義理の息子ジョン・ポープを州務長官にすげ替えようとしたときに、大衆の感情が逆風に変わった。ポープはケンタッキー州ではあまり人気がなく、その指名後に、州議会議員の中でスローターに代わる州知事を選ぶための特別選挙を要求する者が現れた。この提案は結局通らなかったが、スローターの「知事代行」という肩書きは変わらなかった。スローターは知事の任期が明けると、バプテスト在俗牧師となり、ジョージタウン・カレッジでは初代の評議員を務めた。スローターは1830年9月19日に死に、一族の墓地に埋葬された。

## 生い立ち
ガブリエル・スローターは1767年12月12日に、バージニア植民地カルペパー郡で生まれた。父はロバート・スローター、母はスザンナ（旧姓ハリソン）だった。郡の公立学校で教育を受け、農夫として働いた。1786年、従姉妹のサラ・スローターと結婚し、メアリー・バックナー・スローターとスーザン・ハリソン・スローターという2人の娘が生まれた。
スローターの父は1776年には既にケンタッキーを訪問しており、1789年にケンタッキーのマーサー郡に恒久的に移った。1791年9月、ガブリエル・スローターはバージニアの土地を売却し、家族を連れて父の後を追いケンタッキーに移った。スローターはその寛大さで知られ、レキシントンに向かう有料道路沿いのその大きな邸宅には、多くの旅人が泊まることを許したので、「旅行者の休息所」と渾名が付けられた。そのような訪問者の中には、後にケンタッキー州副知事となるロバート・B・マカフィーも入っていた。しかし、スローターがケンタッキーに来てから間もなく、妻のサラが死に、スローターは1人で2人の娘の世話をすることになった。
1795年、スローターはアイザック・シェルビー知事からマーサー郡の治安判事に指名された。同年、マーサー郡地区の税務委員にも指名された。1797年にバージニアに戻って、2番目の妻サラ・ホードと結婚した。二人はマーサー郡のスローターの家に戻り、ジョン・ホード・スローター、フランシス・アン・ホード・スローター、フェリックス・グランディ・スローターの3人の子供をもうけた。

## ケンタッキー州議会議員
スローターの政歴は、1797年にマーサー郡を代表してケンタッキー州議会議員に選出されたときに本格的に始まった。兵役登録委員に指名され、議会に委員会の報告書を提出しているので、おそらくその委員長を務めた。1798年の再選を求めなかったのか、あるいは落選したのかは不明である。いずれにしても議員歴にはこの年に空白があり、その間新しく法人化されたハロズバーグ・アカデミーの理事を務めていた。1799年に下院議員に再選された。兵役登録委員会に加えて特権および選挙委員会および監査官、財務官、登記官の状態について報告した合同委員会の委員も務めた。記録に拠れば、1799年11月25日に下院が全体委員会の場となったときに、その議長も務めた。
スローターは1800年に下院議員に再選され、1801年から1808年には上院議員を務めた。1801年、ケンタッキー川会社の株を売却する任務を与えられたマーサー郡3人のコミッショナーの1人に選ばれた。この会社はケンタッキー川の河口から南支流の河口まで障害を除去するために認可されていたものだった。1804年、上院の議長だったジョン・コールドウェル副知事の死去に伴い、上院議長代行の候補者になった。しかし、トマス・ポージーが議長に当選した。1807年から1808年、上院命題および苦情委員会の議長になった。
スローターは1808年に副知事に選出された。候補者は4人おり、その中でスローターは次点候補者の3倍以上の票を獲得した。チャールズ・スコット知事の下でその4年間の任期の詳細はほとんどはっきりしていない。正確な日付は不明だが、2番目の妻が副知事に選ばれる前に死んでいた可能性がある。1811年10月3日、3人目の妻、スコット郡出身のエリザベス（旧姓トンプソン）・ローズと結婚した。
ケンタッキー州憲法の規定により、連続して副知事に就くことができなかったので、1812年には州知事選挙に出馬した。しかし、イングランドとの戦争が差し迫っていたときであり、軍事の英雄であり、元知事のアイザック・シェルビーが引っ張り出された。シェルビーは大きな人気が有ったにも拘わらず、スローターは選挙戦からの撤退を拒み、その結果2対1以上の大差で完敗した。その落選後、2年間は公職から退いて、マーサー郡の領地で農業に携わった。

## ケンタッキー州民兵隊
スローターは1803年12月24日にケンタッキー州民兵隊第5連隊の中佐に任官された。1802年に少佐に昇進しており、1803年には大佐になった。1814年、シェルビー知事の呼びかけに答え、アンドリュー・ジャクソン将軍の南西方面軍に志願した。
主計局長がスローターの連隊に約束された物資を配給しなかったとき、ミシシッピ川を下っていくためのボートを購入するには、民間の資金を使うしかなかった。武器にも不足していた。1815年1月4日にニューオーリンズに到着したとき、ジャクソン将軍はその公式報告書で、「10人に1人も武装は足りておらず、3人に1人は武器を全く持っていなかった」と記していた。ニューオーリンズ市民が、スローターの連隊や他のケンタッキー大隊に装備させるだけの武器を供給した。ジャクソン軍は数で遥かに劣勢ではあったが、戦いに勝利した。スローターの連隊を含めケンタッキー州やテネシー州からきた部隊が、イギリス軍の攻撃に耐えた。スローターは後に州議会からこの時の功績を認定された。
闘い終わった後で、ジャクソンはスローターに軍法会議を開催するよう依頼して来た。その判決がジャクソンにとって満足のいくものではなかったので、ジャクソンはスローターに再検討と判決の逆転を命じた。スローターはこれを断り、「私は私の任務が分かっており、それを遂行した」と答えた。この判断をジャクソンは尊重し、その後2人の間の尊敬の念を傷つけるようなこともなかった。

## 知事への昇格
1816年、スローターは再度副知事に選出された。ジョージ・マディソンが無投票で知事に当選した。マディソンが1816年10月14日に死亡し、スローターは知事に昇格した。これはケンタッキー州知事として初めて在任中に死亡した例であり、スローターが知事を継承することについての正当性を問題にする者が出てきた。
マディソン知事の死後、州務長官チャールズ・ステュワート・トッドは、スローターが他の者を州務長官に指名するなら辞任すると申し出た。その手紙は明白な辞表ではなく、スローターが知事としてトッドを使うつもりならその地位に留まる事をきっぱりと宣言したものだった。しかしスローターはトッドに代えて、政治的に好ましい元アメリカ合衆国上院議員ジョン・ポープを州務長官に据えた。この人事がスローターの政歴にとっては逆効果になった。トッドは2期州知事を務めたシェルビーの義理の息子であり、その人徳で大変人気があった。対照的にポープは、米英戦争への宣戦布告に反対票を投じた上院議員として極めて不人気だった。
この人事が州内の新聞で酷評され、さらに後の州知事ジェイムズ・ターナー・モアヘッドなど著名人も問題にした。さらに州選出上院議員ウィリアム・T・バリーの代わりに、憎まれている連邦党員のマーティン・D・ハーディンを指名することで、さらに評判を悪くした。それにもかかわらず、1816年12月に招集された議会はそれらの指名を確認した。しかし、合衆国上院議員の6年任期を全うする者の候補として指名したジョン・アデアは州議会で否定され、ジョン・C・クリッテンデンが選ばれた。
1817年1月27日、ジョセフ・ケイベル・ブレッキンリッジの率いるケンタッキー州下院の1会派が、マディソン知事の「死去によって生じた空席を埋めるための」選挙を要求する法案を提出した。この法案は却下されたが、1817年の議会議員選挙で特別知事選挙を民衆が望んでいることが示された。ケンタッキー州下院は賛成56票対反対30票で特別選挙を要求する法案を可決したが、上院では否決された。それでもスローターは公式の知事という肩書が与えられず、その任期を通じて「副知事」あるいは「知事代行」と呼ばれ続けた。議会はスローターとポープが州財務官について適切な安全保障を要求せず、就任宣誓もしなかったことを非難した。
スローターの不人気のために、その提案したことの多くはたとえ利点があったとしても成立しなかった。公立学校の包括的体系を提案し、しかもその考えは前任知事が提案したことであり、スローターはその資金手当ての方法を考案した。しかし議会の敵対派がその計画を拒否し、それぞれの学校は宝くじによって支援されることを認める法案にスローターが拒否権を使ったときも、これを覆した。スローターは懲罰体系の改革を提案し、州立図書館の創設など内国改良を推奨した。これらの提案も拒否された。
スローターの知事任期は1819年恐慌によってさらに複雑になり、その任期の大半を通じて州経済の安定化のために時間を費やした。当時の政治家は2つの派に分かれていた。1つは債務者に有利な手段を好む者であり、救済党あるいは救済派と呼ばれた。もう1つは政府の干渉無しに債務が期限通り履行されることを求めていた反救済党あるいは反救済派と呼ばれた集団だった。1819年12月16日、議会は債務の返済を6か月間保留する法を通した。反救済派だったスローターはこの法案に拒否権を使ったが、その年秋の選挙で議会の大多数を占めるようになっていた救済派がその拒否を覆した。翌年2月、議会はさらにリベラルな保留法を通し、債権者が価値の下がったケンタッキー州銀行券での返済を受け入れる場合に1年間、債権者が正金あるいは兌換紙幣での返済を要求する場合に2年間の返済猶予を決めた。これらの議論は新裁判所・旧裁判所論争に繋がっていった。スローターは州のレベルで危機への対策案について議会と対立した中で、国政レベルでは州の権限政策を強く主張した。第二合衆国銀行の合憲性について異議申し立てを行い、また各州は銀行の支店に課税できないとしたアメリカ合衆国最高裁判所の判断にも異議をはさんだ。

## 宗教の指導と後半生
スローターは州知事の任期が明けた後の1821年に州上院に復帰しようとしたが失敗し、1823年に州下院議員には当選して1期を務めた。この時期にも教育を改良する手段を支持し続けた。州内の聾唖者学校に連邦政府の援助を求める法案に賛成し、州の「学習の神学校」のために保留された科料を州財務省に振り分けることには反対した。トランシルベニア大学に振り分けられた州予算を調査する合同委員会の委員にも指名された。
スローターは政歴を重ねるのと同じ時期に、教会でも指導的役割を果たしていた。イングランド国教会の伝統のなかで生まれていたが、間もなくショーニーランでバプテストと関わるようになった。この会派から様々な宗教協会への伝道者を務め、それが30年以上も続いた。そのような協会の1つが南部地区協会だった。スローターは1808年と1809年にその協会の年次総会で事務官を務めた。さらにその後の9年間は総会議長を務めた。1813年ケンタッキー聖書協会の設立に貢献した。
下院議員の任期が明けると、政界から引退し、バプテストの活動的な在俗牧師となった。1829年、ジョージタウンにあるバプテストのカレッジ、ジョージタウン・カレッジでは初代の評議員に指名された。スローターは1830年9月19日に死に、マーサー郡にある一族の墓地に埋葬された。

## 関連図書
- Allen, William B. (1872). A History of Kentucky: Embracing Gleanings, Reminiscences, Antiquities, Natural Curiosities, Statistics, and Biographical Sketches of Pioneers, Soldiers, Jurists, Lawyers, Statesmen, Divines, Mechanics, Farmers, Merchants, and Other Leading Men, of All Occupations and Pursuits. Bradley & Gilbert. pp. 84–85 2008年11月10日閲覧。
- Brown, Orlando (July 1951). “The Governors of Kentucky”. The Register of the Kentucky Historical Society 49 (3):  pp. 202–212.